# ناميتا جوخالي
ناميتا جوخالي (بالإنجليزية: Namita Gokhale)‏‏ (1956 في لكناو - ) مؤلفة من الهند.